# STS-40
STS-40 est la onzième mission de la navette spatiale Columbia. Elle a emporté le laboratoire Spacelab afin de réaliser des expériences biologiques.

## Équipage
- Commandant : Bryan D. O'Connor (2)  États-Unis
- Pilote : Sidney M. Gutierrez (1)  États-Unis
- Spécialiste de mission 1 : James P. Bagian (2)  États-Unis
- Spécialiste de mission 2 : Tamara E. Jernigan (1)  États-Unis
- Spécialiste de mission 3 : M. Rhea Seddon (2)  États-Unis
- Spécialiste de mission 4 : F. Drew Gaffney (1)  États-Unis
- Spécialiste de mission 5 : Millie Hughes-Fulford (1)  États-Unis

Le chiffre entre parenthèses indique le nombre de vols spatiaux effectués par l'astronaute au moment de la mission.

## Paramètres de la mission
- Masse :
  - Navette : 102 283 kg[1]
  - Dont chargement : 12 374 kg
- Périgée : 287 km
- Apogée : 296 km
- Inclinaison : 39°
- Période : 90.4 min

## Déroulement de la mission
Le lancement était à l'origine prévu le 22 mai 1991 mais il a été reporté en raison d'une fuite d'hydrogène liquide. C'était la cinquième mission Spacelab et la première consacrée exclusivement aux sciences de la vie. Afin de réaliser les expériences, 30 rongeurs et des milliers de petites méduses ont été emportés dans l'espace.